# جورج مارتي
جورج مارتي (بالفرنسية: Georges Marty)‏ هو ملحن فرنسي، ولد في 16 مايو 1860 في باريس في فرنسا، وتوفي بنفس المكان في 11 أكتوبر 1908.

## وصلات خارجية
- جورج مارتي على موقع ميوزك برينز (الإنجليزية)
- جورج مارتي على موقع ديسكوغز (الإنجليزية)